# Regensburg (huyện)
Regensburg là một huyện (Landkreis) thuộc bang Bayern, Đức. Huyện này giáp các huyện (từ phía bắc theo chiều kim đồng hồ): các huyện Schwandorf, Cham, Straubing-Bogen, Kelheim và Neumarkt. Thành phố Regensburg bị huyện này bao quanh nhưng không thuộc huyện này.
Huyện có địa giới như ngày nay vào năm 1972.
Huyện này nằm hai bên bờ sông Danube. Một sông lớn khác là Regen nhập vào sông Danube ở Regensburg. 

## Xã và đô thị
| Thị trấn (Städte)                              | Phố thị (Märkte)                                                                                             | Công xã (Gemeinden) | |
| ---------------------------------------------- | --- | --- | --- |
| 1. Hemau 2. Neutraubling 3. Wörth an der Donau | 1. Beratzhausen 2. Donaustauf 3. Kallmünz 4. Laaber 5. Lappersdorf 6. Nittendorf 7. Regenstauf 8. Schierling | 1. Alteglofsheim 2. Altenthann 3. Aufhausen 4. Bach an der Donau 5. Barbing 6. Bernhardswald 7. Brennberg 8. Brunn 9. Deuerling 10. Duggendorf 11. Hagelstadt 12. Holzheim am Forst 13. Köfering 14. Mintraching 15. Mötzing | 1. Obertraubling 2. Pentling 3. Pettendorf 4. Pfakofen 5. Pfatter 6. Pielenhofen 7. Riekofen 8. Sinzing 9. Sünching 10. Tegernheim 11. Thalmassing 12. Wenzenbach 13. Wiesent 14. Wolfsegg 15. Zeitlarn |